# Speak to Me
Speak to Me är en låt skriven av Per Gessle, och framförd av Roxette på albumet Charm School 2011 . Singeln släpptes i Sverige, Belgien och Sydafrika.
Låten debuterade på Svensktoppen 25 september 2011 och klättrade som bäst upp till plats 3.

## Låtlista
- Digital download/CD-singel[2]

1. "Speak to Me" (Bassflow Remake) – 3:39
2. "Stars" (Live från Barcelona 24 oktober 2001) – 4:06

- 7" Vinyl[3]

Sida A
1. "Speak to Me" (Bassflow Remake) – 3:39
2. "Speak to Me" (Original Mix) – 3:41

Sida B
1. "She's Got Nothing On (But the Radio)" (Adrian Lux Mix) – 5:34
2. "She's Got Nothing On (But the Radio)" (Adam Rickfors Mix) – 3:29

## Listplaceringar
| Lista (2011)         | Topplacering |
| -------------------- | ------------ |
| Finland (spellistan) | 18           |

### Fotnoter
1. ↑  ”Svensk mediedatabas”. http://smdb.kb.se/catalog/id/002705233. Läst 22 maj 2011.
2. ↑  ”Speak to Me”. 7digital. Arkiverad från originalet den 22 juli 2011. https://web.archive.org/web/20110722143719/http://se.7digital.com/artists/roxette/speak-to-me/. Läst 23 april 2011.
3. ↑  ”Not one, but two new singles”. Arkiverad från originalet den 2 maj 2011. https://web.archive.org/web/20110502083321/http://dailyroxette.com/2011/not-one-two-new-singles/. Läst 30 april 2011.
4. ↑  Listablogi: Kuumuutta kesään 31 maj 2011 (finska)